# Marlies Askamp
Marlies Askamp (Dorsten, 7 agosto 1970) è un'ex cestista tedesca, professionista nella WNBA.

## Carriera
Con la Germania ha disputato i Campionati mondiali del 1998 e quattro edizioni dei Campionati europei (1995, 1997, 1999, 2005).

## Palmarès
- Campionessa WNBA (2002)